# Arena Kielce

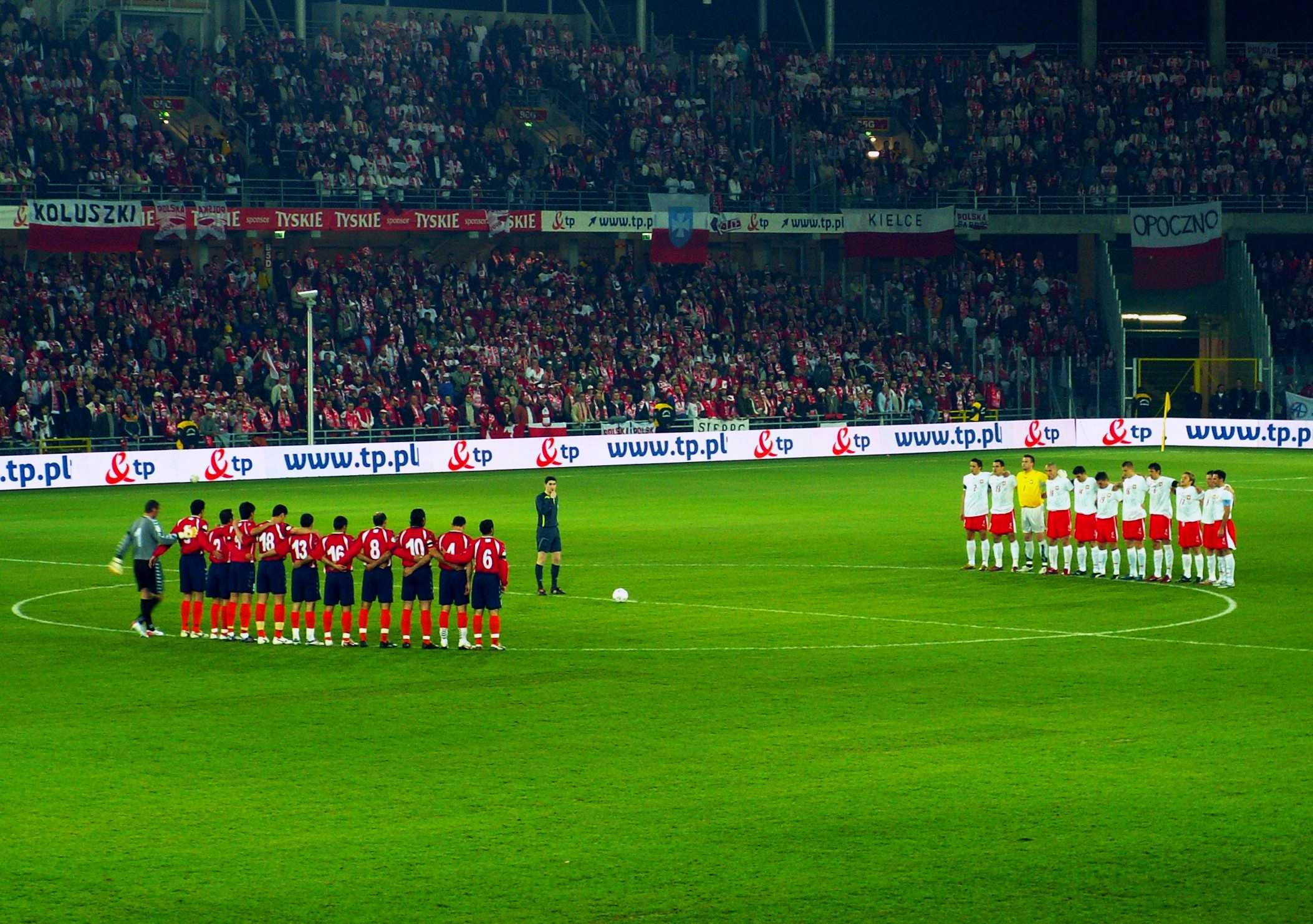
Rozpoczęcie meczu Polska – Armenia (28 marca 2007 r.)

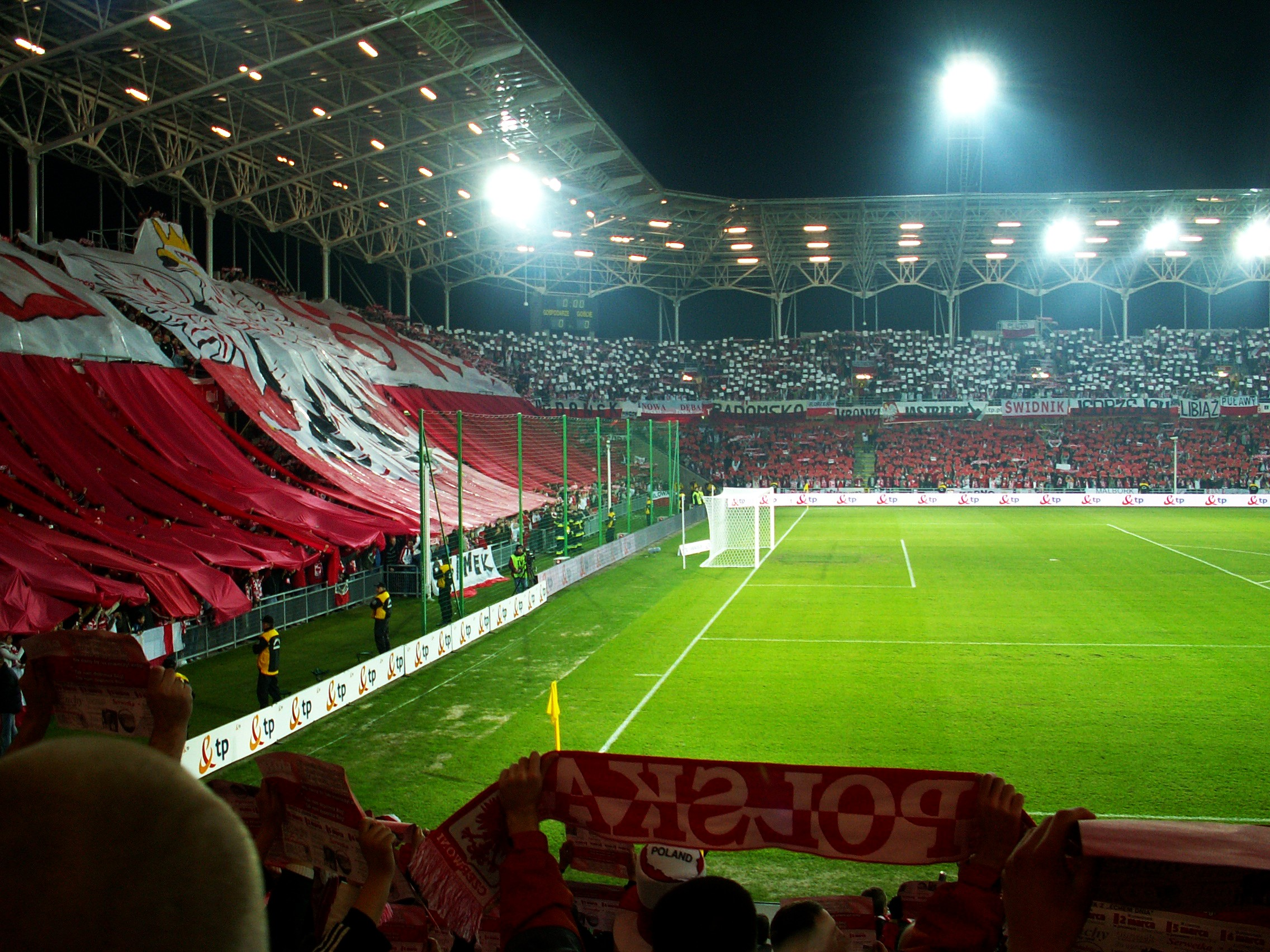
Oprawa meczu Polska – Armenia

Arena Kielce, Exbud Arena (poprzednio Stadion Miejski, Kolporter Arena, w latach 2018–2024 Suzuki Arena) – stadion piłkarski znajdujący się w Kielcach przy ulicy księdza Piotra Ściegiennego 8. Jest to główny obiekt Korony Kielce. 
Stadion ma maksymalną pojemność 15 122 miejsc siedzących (na mecze międzypaństwowe) – podczas krajowych rozgrywek ligowych lub pucharowych, z racji ograniczeń wynikających z polskiego prawa, które nakłada na władze klubu obowiązek zachowania stref bezpieczeństwa pomiędzy sektorami kibiców miejscowych a sektorem kibiców drużyn przyjezdnych, na trybunach mogą zasiąść jednocześnie 13 823 osoby, ponadto posiada 777 miejsc siedzących w sektorze dla kibiców gości. Stadion w Kielcach, jako jedyny stadion w kraju, ma komputerowy system kontroli wejść. Trybuny otaczające z czterech stron boisko posiadają dwie kondygnacje, wszystkie są zadaszone i podzielone na sektory: dla gości, dla gości honorowych (104 miejsca), dla drużyn młodzieżowych (320 miejsc), sektor rodzinny (545 miejsc) oraz dla posiadaczy kart wolnego wstępu (320 miejsc). Dla klubu kibica Korony Kielce przeznaczono sektor "Młyn" o pojemności 1020 miejsc. Publiczność jest odizolowana od zawodników i gości honorowych.
Płyta boiska o wymiarach 105 × 68 m jest podgrzewana. Zainstalowano oświetlenie o natężeniu 1411 luksów spełniające normy Unii Europejskich Związków Piłkarskich (UEFA) oraz Międzynarodowej Federacji Piłki Nożnej (FIFA). W 2016 została wykonana modernizacja oświetlenie na Kolporter Arenie i wynosi 1980 luksów. Stadion w 2018 roku zmienił nazwę z Kolporter Arena na Suzuki Arena. Nazwa ta obowiązywała do 2024 roku. 4 września tego samego roku ogłoszono rozszerzenie współpracy pomiędzy Koroną Kielce a firmą Exbud, w wyniku której nazwa stadionu zmieniła nazwę na Exbud Arena.
Arena Kielce pomimo iż stoi w miejscu, w którym także wcześniej stał stadion (Stadion Błękitnych Kielce), jest obiektem całkowicie nowym, od podstaw budowanym zgodnie z wytycznymi UEFA oraz najnowszymi trendami w budownictwie obiektów sportowych.

## Historia
Pierwszy stadion został wybudowany w drugiej połowie lat 30. XX wieku. Powstał przy ówczesnym Domu Wychowania Fizycznego i Przysposobienia Wojskowego im. marszałka Józefa Piłsudskiego (obecnie Wojewódzki Dom Kultury). Jego oficjalne otwarcie miało miejsce 18 maja 1939 roku, a niedługo potem stadion przeszedł na własność miasta. W 1945 roku użytkowanie stadionu rozpoczął klub Partyzant Kielce (późniejsze Gwardia i Błękitni Kielce). Na przełomie lat 80. i 90. została przeprowadzona modernizacja stadionu połączona z wybudowaniem istniejących do tej pory hotelu i hali sportowej.
Prace budowlane nowego stadionu rozpoczęto oficjalnie 22 listopada 2004 roku, ich zakończenie i uroczyste otwarcie obiektu odbyło się 1 kwietnia 2006 roku, a pierwszym rozegranym meczem było spotkanie 22. kolejki Orange Ekstraklasy pomiędzy miejscową Koroną Kielce a Zagłębiem Lubin. W momencie otwarcia był najnowocześniejszym stadionem piłkarskim w Polsce. Koszt jego realizacji wyniósł 48 mln zł, projekt opracowała firma "ATJ Architekci" z Warszawy. Stadion należy do miasta Kielce i jest zarządzany przez Miejski Ośrodek Sportu i Rekreacji w Kielcach.
Pierwszym spotkaniem na szczeblu międzynarodowym rozegranym na tym stadionie był towarzyski mecz pomiędzy Koroną Kielce a Borussią Dortmund zakończony zwycięstwem gospodarzy 4−1 (3−0). Spotkanie to zostało rozegrane 16 maja 2006 roku.
2 kwietnia 2012 roku, władze Polskiego Związku Piłki Nożnej podjęły decyzję o rozegraniu w dniu 24 kwietnia 2012 roku meczu finałowego Pucharu Polski na tym obiekcie. W nim, Legia Warszawa pokonała 3:0 Ruch Chorzów, zdobywając 15. Puchar Polski w historii.

## Mecze reprezentacji Polski
Pierwszy mecz reprezentacji Polski na stadionie w Kielcach odbył się w ramach eliminacji do Mistrzostw Europy 2008. Spotkanie miało miejsce 28 marca 2007 roku. Zmierzyły się w nim reprezentacja Polski z reprezentacją Armenii. Mecz zakończył się wynikiem 1−0 (1−0) dla gospodarzy po golu zdobytym przez Macieja Żurawskiego.
W drugim meczu, który odbył się 1 kwietnia 2009 roku, reprezentacja Polski odniosła najwyższe zwycięstwo w swojej dotychczasowej historii występów. Pokonała 10−0 (4−0) reprezentację San Marino bijąc tym samym rekord sprzed 46 lat, kiedy to 4 września 1963 roku na Stadionie Miejskim w Szczecinie Polacy pokonali 9−0 w meczu towarzyskim reprezentację Norwegii. Reprezentacja Polski ustanowiła w tym meczu także rekord najszybciej zdobytego gola – bramkę na 1−0 w 23. sekundzie meczu zdobył Rafał Boguski, pobijając dotychczasowy rekord wynoszący 32 sekundy, ustanowiony także w Szczecinie 29 maja 2005 roku przez Macieja Żurawskiego podczas meczu pomiędzy reprezentacją Polski i reprezentacją Albanii wygranym przez Polaków 1−0.
| Nr | Ranga meczu                                 | Data spotkania  | Rywal      | Frekwencja | Wynik meczu | Strzelcy bramek dla reprezentacji Polski                                                                                               |
| -- | ------------------------------------------- | --------------- | ---------- | ---------- | ----------- | --- |
| 1. | El. ME 2008                                 | 28 marca 2007   | Armenia    | 15500      | 1−0 (1−0)   | Maciej Żurawski |
| 2. | El. MŚ 2010                                 | 1 kwietnia 2009 | San Marino | 15550      | 10−0 (4−0)  | Euzebiusz Smolarek 3, Rafał Boguski 2, Ireneusz Jeleń Mariusz Lewandowski, Robert Lewandowski, Marek Saganowski, Michele Marani (sam.) |
| 3. | Mecz towarzyski                             | 29 maja 2010    | Finlandia  | 14000      | 0−0         | |
| 4. | Mistrzostwa Europy U-21 w Piłce Nożnej 2017 | 22 czerwca 2017 | Anglia     | 13176      | 0−3         | |

## Mistrzostwa Europy U-21 w 2017 roku
W 2017 roku na 6 stadionach w Polsce (w tym na ówczesnej Kolporter Arenie) rozegrane zostały finały Mistrzostw Europy do lat 21. W Kielcach rozegrano 3 mecze grupy A:
| Data       | I drużyna     | II drużyna  | Wynik | Raport |
| ---------- | ------------- | ----------- | ----- | ------ |
| 16.06.2017 | Szwecja U-21  | Anglia U-21 | 0:0   | [ 10 ] |
| 19.06.2017 | Słowacja U-21 | Anglia U-21 | 1:2   | [ 11 ] |
| 22.06.2017 | Anglia U-21   | Polska U-21 | 3:0   | [ 12 ] |

## Frekwencja podczas meczów Korony Kielce
| Sezon                    | Frekwencja |
| ------------------------ | ---------- |
| 2022/2023                | 10 088     |
| 2021/2022                | 4520       |
| 2020/2021                | 974        |
| 2019/2020                | 4041       |
| 2018/2019                | 6643       |
| 2017/2018                | 9322       |
| 2016/2017                | 8092       |
| 2015/2016                | 6604       |
| 2014/2015                | 6286       |
| 2013/2014                | 6666       |
| 2012/2013                | 6912       |
| 2011/2012                | 7870       |
| 2010/2011                | 8713       |
| 2009/2010                | 10 182     |
| 2008/2009                | 8236       |
| 2007/2008                | 9302       |
| 2006/2007                | 9991       |
| 2005/2006 runda wiosenna | 11 286     |